# كيم هينكل
كيم هينكل (بالإنجليزية: Kim Henkel)‏ (و. 1946  م) هو كاتب سيناريو، ومنتج أفلام، ومخرج أفلام، وممثل أمريكي، ولد في الولايات المتحدة.

## التعليم
تعلم في جامعة تكساس في أوستن.

## وصلات خارجية
- كيم هينكل على موقع IMDb (الإنجليزية)
- كيم هينكل على موقع ألو سيني (الفرنسية)
- كيم هينكل على موقع أول موفي (الإنجليزية)
- كيم هينكل على موقع قاعدة بيانات الأفلام السويدية (السويدية)
- كيم هينكل على موقع قاعدة بيانات الفيلم (الإنجليزية)
- كيم هينكل على موقع كينوبويسك (الروسية)